# Anette Hasselgren
Anette Hasselgren, née Anna Catharina Åbom en 1775 et morte en 1841, est une peintre suédoise.

## Biographie
Née en 1775, elle est la fille de John Åbom, bibliothécaire du duc Charles de Södermanland (futur Charles XIII, roi de Suède) et de Katarina Anderson. Elle épouse en 1817 le peintre Gustaf Hasselgren.
Elle participe aux expositions de 1802, 1804, 1807 et 1818 de l'Académie royale suédoise des Beaux-Arts avec des paysages et des portraits fortement influencés par Carl Frederik von Breda.
Des œuvres d'Anette Hasselgren figurent au Nationalmuseum à Stockholm.